# Carboximetilceluloză
Carboximetilceluloza este o sare de sodiu a policarboximetileterului celulozei. 

## Origine
Carboximetilceluloza (E466) se obține din celuloză, principalul polizaharid și constituent al lemnului și tuturor structurilor plantelor. Se obține în scop comercial din lemn și este modificată pe cale chimică. 

## Funcție și caracteristici
Are multiple utilizări, în principal ca agent de îngroșare, dar și ca umplutură, fibre dietetice, agent antiaglomerant și emulgator. Este similară cu celuloza dar este foarte solubilă în apă. 

## Utilizare
Are multiple utilizări, în principal ca agent de îngroșare, dar și ca umplutură, fibre dietetice, agent antiaglomerant și emulgator. Este similară cu celuloza dar este foarte solubilă în apă. 
În industria alimentară, carboximetilceluloza (E 466) se folosește ca gelifiant, agent de viscozitate și de întărire.
În medicină, carboximetilceluloza (E 466) se folosește, în special, ca antiacid gastric și laxativ.  În prezent, se comercializează 26 de medicamente care conțin carboximetilceluloză. 
În chirurgia generală și ginecologică se folosește în siguranță și cu eficacitate o membrană bioresorbabilă, constituită din acid hialuronic și carboximetilceluloză. 
În activitatea de restaurare a picturilor murale, una din lucrările premergătoare lucrărilor de conservare a structurii constă în protejarea picturii cu foiță japoneză și carboximetilceluloză. 
În cadrul laboratorului de restaurare al Muzeului Național al Unirii, în cazul unor piese din fier puternic deteriorate s-a aplicat aceeași metodă ca la restaurarea de carte, și anume fixarea cu foiță japoneză și carboximetilceluloză. 

## Doza zilnică acceptată
Nedeterminată. 

## Efecte secundare
Carboximetil celuloza este foarte solubilă și poate fi fermentată în intestinul gros. Concentrațiile mari pot cauza probleme intestinale, cum ar fi balonarea, constipația și diareea. De asemenea micșorează ușor nivelul colesterolului din sânge.

## Restricții de dietă
E466 poate fi consumat de către toate grupările religioase, vegani și vegetarieni.